# Dolmen de Saint-Fort-sur-le-Né
Pour les articles homonymes, voir Pierre levée.
La Pierre Levée de Saint-Fort est un dolmen situé dans la commune de Saint-Fort-sur-le-Né en Charente.

## Historique
Michon en donne une description dans sa Statistique monumentale de la Charente en 1844. L'édifice a été classé monument historique par arrêté du 16 août 1983.

## Description
Le dolmen se dresse sur une crête à mi-coteau.
Le tumulus qui le recouvrait a disparu. Ce dolmen est d'une hauteur imposante et inhabituelle dans la région. La table de couverture ne repose plus que sur trois piliers hauts de 2,20 m parfaitement équarris. Plusieurs orthostates comportent des traces d'usure ou de tentatives de débitage par des carriers. Tous les orthostates sont en calcaire coquillier. La table, en grès, mesure 5,40 mètres de longueur et 4,40 mètres de largeur pour une épaisseur maximale d'0,90 m, elle pèse environ 40 tonnes. La chambre ouvre au sud-est, le probable couloir d'accès qui existait à l'origine a totalement disparu. Le plan de la chambre sépulcrale semble avoir été imposé par la forme de la table de couverture, ce qui en fait un dolmen totalement atypique.
Le dolmen a été vidé il y a très longtemps puisqu'il est mentionné comme tel depuis 1826.

## Galerie d'images

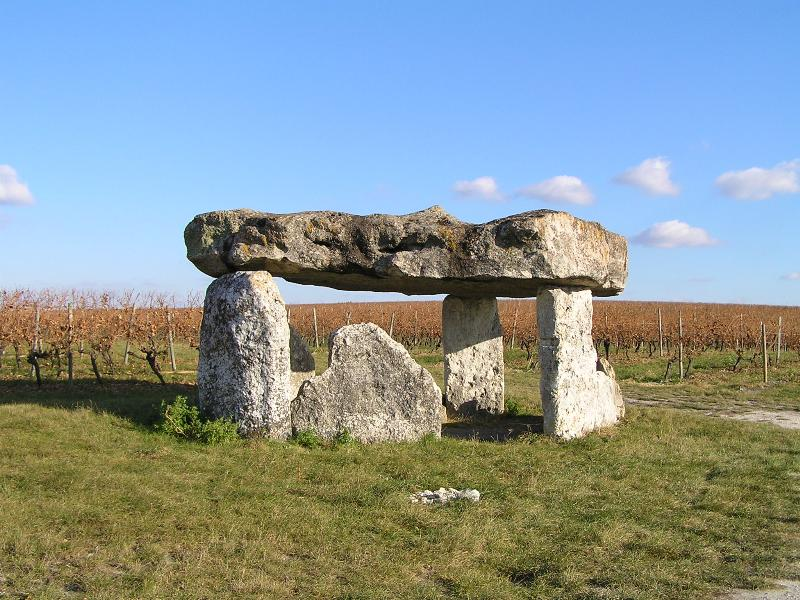
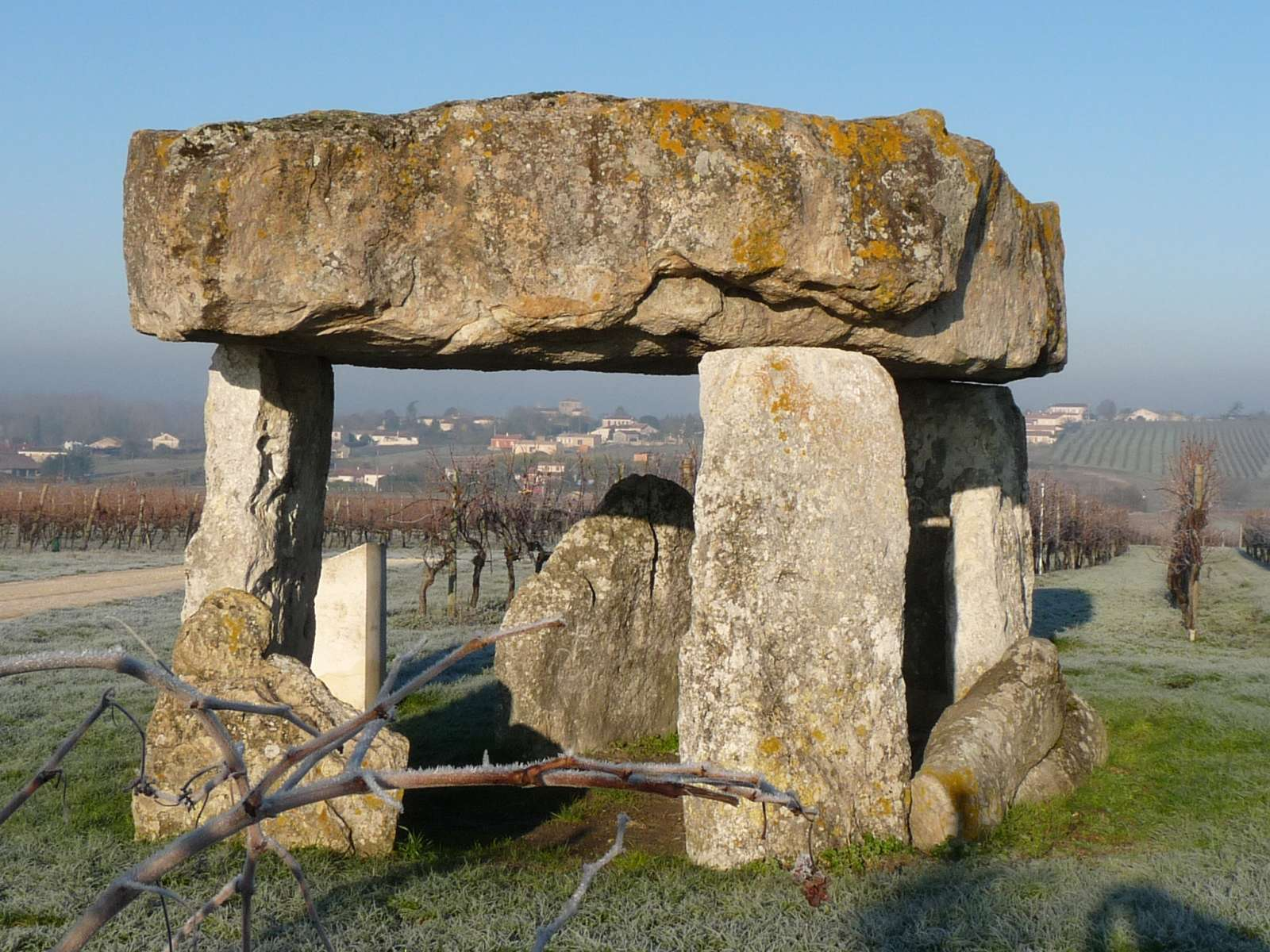
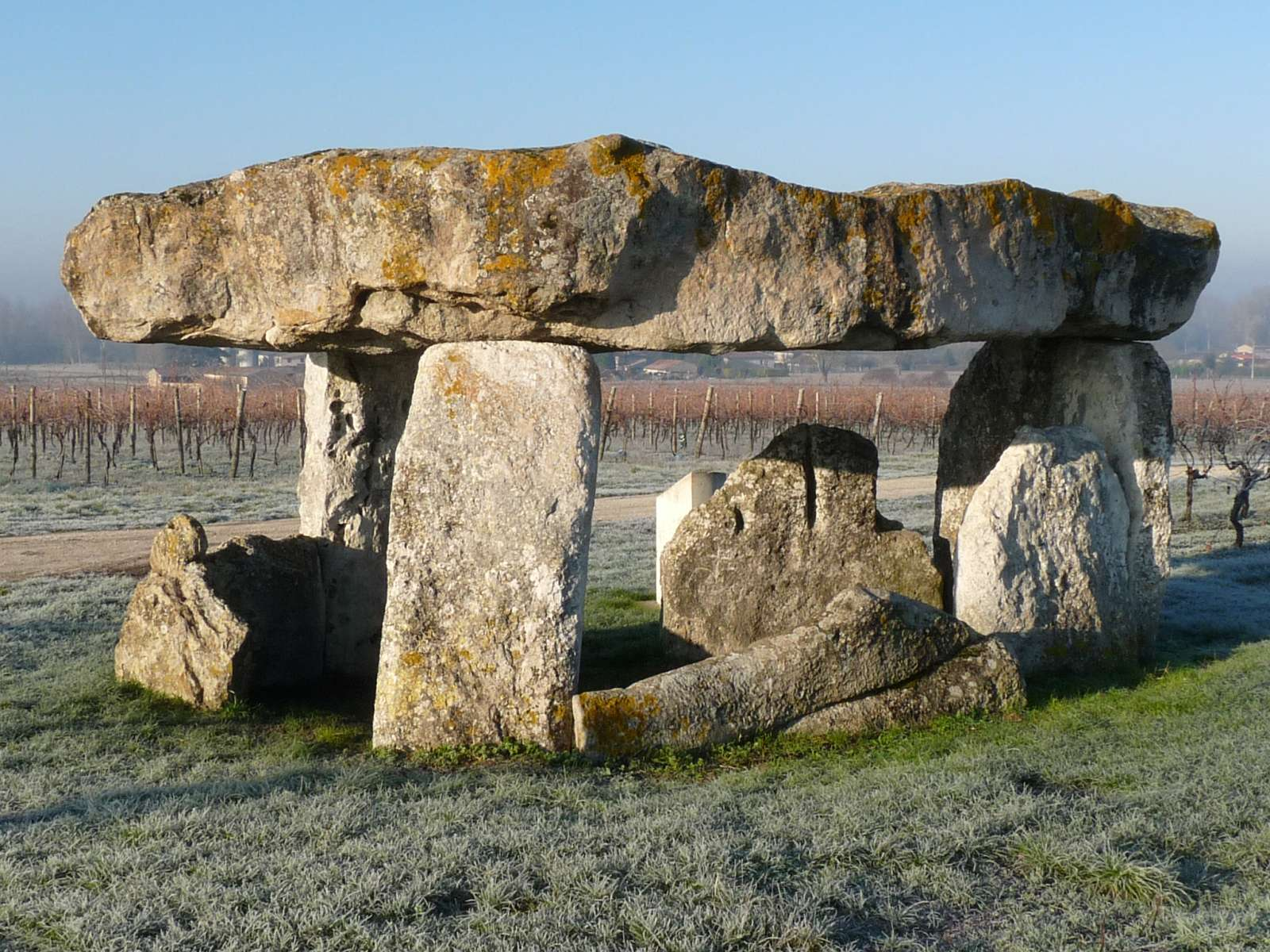
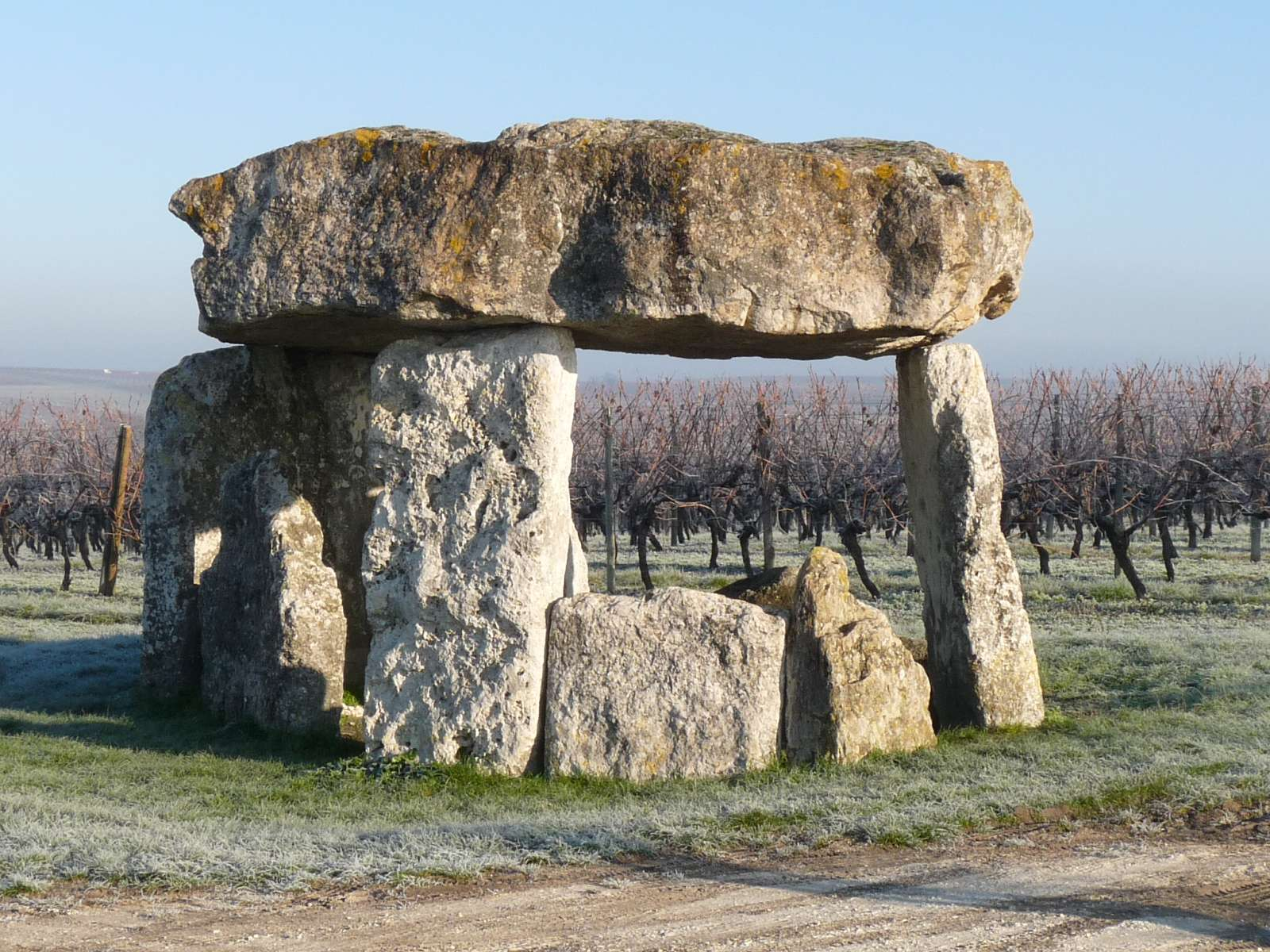
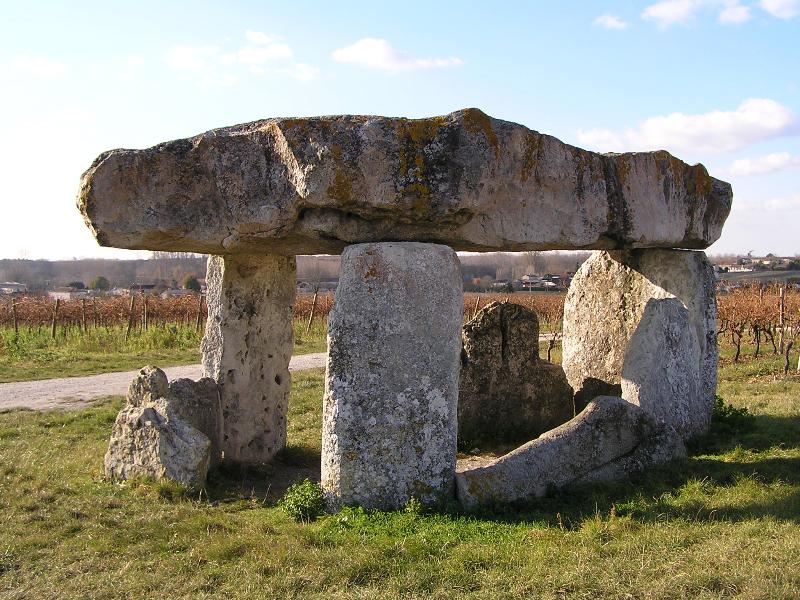